# العالم باردو
العالم باردو أو العالم هو باردو (بالفرنسية: Le Monde est Bardo)‏ (بالإنجليزية: The World Is Bardo)‏ هو شعار وموضوع مسيرة شعبية ورسمية دولية مناهضة للإرهاب نظمت في باردو في تونس العاصمة (تونس) في 29 مارس 2015، جائت كرد على هجوم متحف باردو 2015 الذي تبناه تنظيم الدولة الإسلامية (داعش) والذي راح ضحيته 22 شخصا معظمهم من السياح الأجانب.
قررت رئاسة الجمهورية التونسية ورئاسة الوزراء ورئاسة مجلس نواب الشعب بتنظيم مسيرة دولية على غرار مسيرة الجمهورية التي نظمت في باريس عقب الهجوم على صحيفة شارلي إبدو والتي شارك فيها مليونا فرنسي و50 من قادة العالم. ووجهت تونس الدعوة للقيادات العالمية للمشاركة في هذه المسيرة التي نظمت في 29 مارس 2015 في تونس العاصمة. شارك في هذه المسيرة حسب الرئاسات الثلاث كل الأحزاب والمنظمات والجمعيات النقابات التونسية بدون تفرقة وبوحدة وطنية وذلك تنديدا بالإرهاب إضافة للسياسيين والرئيس التونسي السابق المنصف المرزوقي وعموم الشعب التونسي وذلك تحت شعار «بوحدتنا ننتصر على الإرهاب» وتم إطلاق شعار «العالم باردو» («Le Monde Est Bardo») و(«The World Is Bardo») وذلك على غرار «أنا باردو» («Je Suis Bardo»).

## المشاركين في المسيرة
يوجد أسفله المشاركين، علما أنها ليست نهائية:
- منظمة السياحة العالمية: طالب الرفاعي (رئيس).
- الاتحاد الأوروبي: فيديريكا موغيريني (رئيسة المفوضية الأوروبية للشؤون الخارجية).
- البرلمان العربي: أحمد محمد راشد الجروان الشامسي (رئيس البرلمان العربي).
- البرلمان الأوروبي: رامون لويس فالكارسال (نائب الرئيس).
- منظمة التعاون الإسلامي: سلمان الشيخ (سفير المنظمة).
- يونسكو: إيرينا بوكوفا (المديرة العامة).
- اللجنة الأولمبية الدولية: نوال المتوكل (نائبة الرئيس).
- فرنسا: فرانسوا أولاند (رئيس الجمهورية)، كلود بارتولون (رئيس الجمعية الوطنية الفرنسية)، إليزابيث جيجو (رئيسة لجنة العلاقات الخارجية بالجمعية الوطنية), برترون ديلانوي (عمدة باريس السابق)، بوريا أميرشاهي (نائب عن الدائرة 9 للفرنسيين في الخارج)، رازي حمادي (نائب عن سين سان دوني)، هرلام ديزير (كاتب الدولة للشؤون الأوروبية)، سيسيل دوفلو (الوزيرة السابقة والنائبة الحالية عن الدائرة 6 لباريس)، فريديريك ميتران (وزير سابق)، سيرج مواتي (صحفي، كاتب ومخرج).
- فلسطين: محمود عباس (رئيس الدولة).
- بولندا: برونيسواف كوموروفسكي (رئيس الجمهورية).
- الغابون: علي بونغو أونديمبا (رئيس الجمهورية).
- إيطاليا: ماتيو رينزي (رئيس الوزراء)، لورا بولدريني (رئيسة مجلس النواب الإيطالي).
- الجزائر: عبد المالك سلال (رئيس الوزراء).
- بلجيكا: شارل ميشيل (رئيس الوزراء).
- ليبيا: عبد الله الثني (رئيس الوزراء)، المبروك قريرة عمران (وزير العدل)، فتحي المجبري (وزير التعليم).
- البحرين: خالد بن عبد الله آل خليفة (نائب رئيس الوزراء).
- تركيا: نعمان كورتولموش (نائب رئيس الوزراء).
- سويسرا: كلود إش (رئيس مجلس الولايات الغرفة العليا في البرلمان).
- الكويت: مبارك الخرينج (نائب رئيس مجلس الأمة الكويتي).
- العراق: نصير العاني (رئيس ديوان رئيس الجمهورية).
- المغرب: أحمد التوهامي (ممثل رئيس مجلس النواب).
- إسبانيا: خوسيه مانويل غارسيا مارغالو (وزير الخارجية).
- هولندا: برت كوندرز (وزير الخارجية)
- ألمانيا: توماس دو مازيار (وزير الداخلية، يذكر أن أنغيلا ميركل اعتذرت عن الحضور بسبب حادث رحلة جيرمانوينغز 9525).
- الأردن: حسين هزاع المجالي (وزير الداخلية).
- قطر: حمد بن عبد العزيز الكواري (وزير الثقافة).
- الإمارات العربية المتحدة: نهيان بن مبارك آل نهيان (وزير الثقافة).
- المملكة المتحدة: جويس أنلاي (كاتبة الدولة للشؤون الخارجية).
- مصر: عبد الرحمان صلاح (مساعد وزير الخارجية).

وفد مجتمعي فرنسي شارك في المسيرة ومن أهمهم، ليلى تكاية (رئيسة مكتب الديوان الوطني التونسي للسياحة في باريس)، لطيفة بن زياتن (ناشطة فرنسية مسلمة من أصل مغربي كان إبنها الجندي أول من قتل في حادثة ميدي بيرينيه 2012)، دومينيك سوبو (رئيس جمعية أس أو أس عنصرية وهي من أكبر الجمعيات المناهضة للعنصرية في فرنسا)، سيريل حنونة (إعلامي وفكاهي فرنسي من أصل يهودي تونس)، سماعين (ممثل وفكاهي فرنسي من أصل جزائري)، كومبو (فنان شارع فرنسي من أصل مسيحي لبناني ومسلم مغربي) وآخرين.

## مقالات ذات صلة
- أنا شارلي
- مسيرة الجمهورية
- هجوم متحف باردو 2015
- الهجوم على صحيفة شارلي إبدو